# قلعه شاه دز (اصفهان)
قلعه شاه دِز یا قلعه شاه دِژ متعلق به دوره ساسانیان و از قلعه‌های اسماعیلیان، در بلندای کوه صفه، در جنوب شهر اصفهان و پایین‌تر از قله این کوه جای دارد. قلعه شاه دز ۹ بهمن ۱۳۸۴ خورشیدی، به شماره: ۱۴۲۸۰ در فهرست آثار ملی ایران ثبت شد، ولی شوربختانه، عدم تعیین عرصه و حریم برای آن، زمینه یورش ساخت و سازهای گوناگون و تجاوز به این اثر تاریخی را فراهم کرد. این ساخت و سازها به‌طور معمول توسط شهرداری اصفهان و همزمان با پروژه‌های جنجالی در شهر اصفهان از جمله برج جهان‌نما و مترو بود، که اعتراض فراوان دوست‌داران میراث فرهنگی اصفهان را به همراه داشت. از جمله آسیب‌های وارد آمده بر قلعه شاه دز، احداث دکل‌های مخابراتی متعدد در قلب این اثر تاریخی است.

## قلعه شاه دز (قلعه شاه دژ) از نگاه پژوهشگران
محمد مهریار در کتاب «شاه دز کجاست؟» آورده است: شاه دز که پس از الموت و شاید گردکوه، یکی از پناهگاه‌های بسیار مستحکم اسماعیلیان به‌شمار می‌آمده است. این قلعه را بعضی دژکوه نامیده‌اند.
کارو اوئن میناسیان در کتاب «شاه دژ اصفهان» آورده است: با نگاهی از شهر اصفهان به سمت جنوب، در دوردست‌های کرانه زاینده رود، کوهی سربرافراشته می‌بینیم که با نام کوه صفه شناخته می‌شود. [...] بر فراز قله کوه، ویرانه‌های دژ نامداری به نام شاه دز جای دارد. در روزگاران کهن، این دژ بر پهنه اصفهان اشراف داشت و هم از این رو است که رهبر اسماعیلیان به نام احمد بن عبدالملک بن عطاش، آن را تصرف کرد.